# Peter Wirbing
Peter Sune Wirbing, född 9 december 1947 i Visby, är en svensk författare, expert i alkoholfrågor och författare till ett flertal läroböcker. Wirbing är också lärare i motiverande samtal och i återfallsprevention utifrån KBT.
Peter Wirbing är gift med författaren och psykologen Liria Ortiz.

### Medverkar tillsammans med andra författare i följande böcker
- Handbok i missbruks- och beroendepsykologi. (Red,) Ann-Sophie Lindqvist Bagge & Malin Hildebrand Karlén, 2023.
- Kriminalvård i praktiken. Strategier för att minska återfall i brott och missbruk. (Red.) Anne H. Berman & Åke Farbring, 2010.
- Hela människan – hjulet – en samtalsmodell för livskunskap & känsla av sammanhang (Red) Elisabeth Hagborg, Klara Yvonne Johansson och Karin Salmson, 2010